# Mark Lovell
Pour les articles homonymes, voir Lovell.
Mark Lovell, né le 27 mars 1960 et décédé le 12 juillet 2003, était un pilote de rallyes britannique.

## Biographie
Sa carrière en compétition automobile débute en 1982, sur Ford Escort Mexico, et ses premiers rallyes en championnat anglais ont lieu courant 1984, sur Citroën Visa 1000 Pistes. Il obtint la même année son meilleur résultat en WRC, une 12e place au RAC Rally sur sa Citroën (1re de classe B10).
Lorsque Subaru et Mitsubishi intégrèrent le Championnat US SCCA PRO Rally en 2002-2003, avec leurs modèles respectifs Impreza WRX et Evolution, M.Lowell, déjà distingué de trois titres nationaux dans trois pays différents durant les années 1980, et surtout d'un premier titre SCCA PRO Rally l'année précédente, devint tout naturellement le 1er pilote de l'écurie Subaru Prodrive US team en 2002, épaulé par l'expérimenté américain Karl Scheible (de Spencerport (NY), déjà Champion d'Amérique du Nord des rallyes en 2000 (STPR ProRally…), en toutes catégories et classe open, et en 1999 en catégorie voitures de production), Ramana Lagemann devenant le team manager de l'équipe en 2003.
Avec son copilote Roger Freeman (en) (déjà à ses côtés en 1986-87), ils trouvèrent la mort durant le rallye Oregon Trail de juillet 2003, après avoir percuté un arbre sur sortie de route dès le départ de la première spéciale, à pleine vitesse.

## Palmarès

### Titres
(dans quatre pays différents)
- Champion d'Angleterre des rallyes (RACMSA open): 1986 (copilote Roger Freeman, sur Ford RS200 Group B);
- Double Champion d'Irlande des rallyes: 1987 (copilote Roger Freeman, sur Ford Sierra Cosworth, et 1988 (copilote Terry Harryman (voir à Ari Vatanen et Michèle Mouton), sur Ford Sierra Cosworth);
- Champion des Pays-Bas des rallyes: 1988 également (toujours sur Ford Sierra Cosworth);
- Champion des États-Unis des rallyes (SCCA ProRally): 2001 (copilote Frank Cunningham).
- Participation à la victoire de Subaru au Championnat des constructeurs SSCA PRORally en Toutes Catégorie, et en classe GT Production: 2001 (avec Karl Scheible).

### Résultats en BRC
- Rallye d'Ulster: 1987 (sur Ford Sierra RS Cosworth);
  - 2e du rallye d'Écosse en 1986 et 1989 (+ERC);
  - 2e du rallye d'Ulster en 1986 et 1988;
  - 2e du rallye de l'Île de Man en 1987 et 1989 (+ERC);
  - 3e du rallye de l'Île de Man en 1986 (+ERC);
  - 3e du rallye du Pays de Galles en 1986;
  - 3e du rallye d'Écosse en 1987 (+ERC).

### Résultats en championnat d'Irlande
- Rallye des Lacs: 1987 (sur Ford Sierra RS Cosworth);
- Rallye Cork 20: 1988 (sur Ford Sierra RS Cosworth);
- Rallye Donegal: 1988 (sur Ford Sierra RS Cosworth);
  - 3e du Circuit d'Irlande en 1989 (+ERC);

### Résultats en championnats de Belgique et des Pays-Bas
- 2e des 24 Heures d'Ypres en 1987 (+ERC);
- 2e rallye d'Haspengouw en 1988 (+ERC);
- 4e aux Boucles de Spa en 1988 (3e en ERC);

### Résultats en SCCA ProRally
(sur Subaru Impreza (WRX STi, puis WRC en 2003)) 
- Rallye Susquehannock Trail Performance: 2001;
- Rallye New England Forest (ou rallye Maine Forest): 2002;
- Pikes Peak International Hill Climb: 2003 (deux semaines avant son décès);
  - 2e rallye Rim of the World en 2003;

## Distinction
- Pilote de rallyes britannique de l'année: 1985 (revue spécialisée Autosport).

## (Autre victoire notable de Roger Freeman - 33 rallyes WRC à son actif, de 1981 à 2002)
- Tour du Luxembourg: 2000 (avec le japonais Toshi Arai).

(nb: Natalie Barratt termine 1re féminine du Rallye de Grande-Bretagne en 2002 sur  Hyundai Accent WRC avec ce dernier comme navigateur)